# Aaron Tippin
Aaron Dupree Tippin (Pensacola, 3 luglio 1958) è un cantautore statunitense.
Uno dei singoli di maggior successo è stato Where the Stars and Stripes and the Eagle Fly del 2001.

## Discografia

### Album in studio
- 1991 – You've Got to Stand for Something
- 1992 – Read Between the Lines
- 1993 – Call of the Wild
- 1994 – Lookin' Back at Myself
- 1995 – Tool Box
- 1998 – What This Country Needs
- 2000 – People Like Us
- 2002 – Stars & Stripes
- 2009 – In Overdrive
- 2013 – All in the Same Boat (con Joe Diffie e Sammy Kershaw)
- 2015 – Aaron Tippin 25

### Album natalizio
- 2001 – A December to Remember

### Raccolte
- 1997 – Greatest Hits... and Then Some
- 1998 – Super Hits
- 2003 – All-American Country
- 2004 – Ultimate Aaron Tippin
- 2007 – Now & Then
- 2008 – He Believed

### Singoli
- 1990 – You've Got to Stand for Something
- 1991 – I Wonder How Far It Is Over You
- 1991 – She Made a Memory Out of Me
- 1992 – There Ain't Nothin' Wrong with the Radio
- 1992 – I Wouldn't Have It Any Other Way
- 1992 – I Was Born with a Broken Heart
- 1993 – My Blue Angel
- 1993 – Workin' Man's Ph.D.
- 1993 – The Call of the Wild
- 1994 – Honky Tonk Superman
- 1994 – Whole Lotta Love on the Line
- 1994 – I Got It Honest
- 1995 – She Feels Like a Brand New Man Tonight
- 1995 – That's as Close as I'll Get to Loving You
- 1996 – Without Your Love
- 1996 – Everything I Own
- 1996 – How's the Radio Know
- 1997 – That's What Happens When I Hold You
- 1997 – A Door
- 1998 – For You I Will
- 1999 – I'm Leaving
- 1999 – Her
- 1999 – What This Country Needs
- 2000 – Kiss This
- 2001 – People Like Us
- 2001 – Always Was
- 2001 – Where the Stars and Stripes and the Eagle Fly
- 2002 – I'll Take Love Over Money
- 2002 – If Her Lovin' Don't Kill Me
- 2002 – Love Like There's No Tomorrow (con Thea Tippin)
- 2002 – Jingle Bell Rock
- 2005 – Come Friday
- 2006 – Ready to Rock (In a Country Kind of Way)
- 2007 – He Believed
- 2008 – Drill Here, Drill Now
- 2009 – East Bound and Down
- 2013 – All in the Same Boat (con Sammy Kershaw e Joe Diffie)